# Улпијан Тирски
Свети мученик Улпијан је хришћански светитељ. Родом је из града Тира. Мучен је за Христа од начелника Урбана, мучитеља светог Амфијана у Цезареји. Најзад је завезан у врећу, заједно са једним псом и змијом, и бачен у море. Пострадао је и прославио се 306. године.
Српска православна црква слави га 3. априла по црквеном, а 16. априла по грегоријанском календару.